# Ángeles Mastretta
Ángeles Mastretta (Puebla, 9 ottobre 1949) è una scrittrice e giornalista messicana.

## Biografia
Ha studiato giornalismo  presso la facoltà di Scienze Politiche e Sociali dell'Università Nazionale Autonoma del Messico (UNAM), ottenendo la laurea in Comunicazione.
Ha collaborato come giornalista per la rivista messicana Siete e per il giornale della sera Ovaciones, dove aveva una sua rubrica intitolata Del absurdo cotidiano. Afferma di essere stata fortemente influenzata dal padre, giornalista, nella scelta della sua carriera di scrittrice.
Nel 1974, ottenne una borsa di studio dal Centro Messicano Scrittori, frequentando il quale fu in grado di esercitare la sua abilità di scrittrice assieme ad altri famosi autori quali Juan Rulfo, Salvador Elizondo e Francisco Monterde. Dopo un anno di lavoro al Centro, pubblicò una raccolta di poesie intitolata La pájara pinta.
Il suo reale desiderio era quello di scrivere un romanzo cui stava pensando da anni. Le si presentò finalmente l'occasione di potersi dedicare totalmente alla sua stesura quando un editore si offrì di finanziarla per sei mesi. Lei colse al volo l'opportunità e si concesse un anno sabbatico per portare a termine Arráncame la vida (Strappami la vita). Il romanzo, pubblicato nel 1985, ebbe un immediato successo di critica e di pubblico, anche all'estero ed ottenne il Premio Mazatlán di Letteratura come miglior libro dell'anno e le diede la possibilità di dedicarsi maggiormente alla narrativa. Il titolo è ripreso dal famoso tango omonimo di Agustín Lara. Nel 2008 è uscito un film con lo stesso titolo e basato sul suo romanzo.
Quando sua figlia minore si ammalò, seduta accanto alla piccola all'ospedale, iniziò a raccontarle storie di diverse interessanti figure di donne della famiglia che erano state importanti in momenti critici della sua vita. Queste storie di donne che – diceva -  "avevano deciso del proprio destino" divenne l'ispirazione per Mujeres de ojos grandes (Donne dagli occhi grandi): una serie di racconti basati su ognuna di loro con l'intenzione di preservare la storia familiare per la posterità.
Ángeles Mastretta ha inoltre vinto, nel 1997, il Premio Rómulo Gallegos per il suo romanzo Mal de Amores (del 1996).  Ha fatto anche parte del consiglio editoriale della rivista NEXOS, dove aveva una sua rubrica. Ha insegnato presso la Scuola Nazionale di Studi Politici di Acatlán e collaborato con diverse riviste.

## Vita privata
Ha sposato lo scrittore e analista politico Héctor Aguilar Camín.

## Opere
- La pájara pinta (1975)
- Strappami la vita, Feltrinelli 1988 (Arráncame la vida, 1985)
- Donne dagli occhi grandi, Zanzibar 1992 (Mujeres de ojos grandes, 1990)
- Puerto libre (1993)
- Male d'amore, Feltrinelli 1996 (Mal de Amores, 1996)
- Il mondo illuminato, Feltrinelli 2000 (El mundo iluminado, 1998)
- Ninguna eternidad como la mía  (1999)
- Il cielo dei leoni, Giunti 2004 (El cielo de los leones, 2004)
- Mariti, Giunti 2008 (Maridos, 2007)
- L'emozione delle cose, Giunti 2013 (La emoción de las cosas, 2012)